# Stina Nordenstam
Stina Nordenstam (ur. 4 marca 1969), szwedzka piosenkarka – autorka piosenek i muzyki.
Jej pierwsze albumy Memories Of A Colour i And She Closed Her Eyes wypełnia muzyka jazzowa z elementami rocka alternatywnego. W 1997 płyta Dynamite rozpoczęła nową, bardziej eksperymentalną ścieżkę – większość albumu wypełniają przetworzone elektryczne gitary i nietypowe brzmienia.
W 1995 razem z Vangelisem nagrała album Voices.
W 2000 wspólnie ze Zbigniewem Preisnerem przygotowała muzykę do filmu Aberdeen. Stina napisała słowa do muzyki Z. Preisnera, a także zaśpiewała cztery ze swoich utworów.

## Dyskografia

### Albumy
- 1991 Memories Of A Colour
- 1994 And She Closed Her Eyes
- 1997 Dynamite
- 1998 People Are Strange
- 2001 This Is Stina Nordenstam
- 2004 The World Is Saved

### Minialbumy
- 1996 The Photographer's Wife